# Andrzej Józef Śliwiński
Andrzej Józef Śliwiński (Werblinia, 6 gennaio 1939 – Elbląg, 9 settembre 2009) è stato un vescovo cattolico polacco.

## Biografia
Andrzej Józef Śliwiński nacque a Werblinia il 6 gennaio 1939.

### Formazione e ministero sacerdotale
Compì gli studi secondari al Collegium Leoninum di Wejherowo (classi 1ª-2ª) e al Collegium Marianum di Pelplin (classi 3ª-4ª), dove nel 1956 conseguì da privatista il diploma di scuola superiore. Fece il suo esame finale di scuola secondaria un anno dopo a Danzica. Dal 1956 al 1961 studiò filosofia e teologia presso il seminario maggiore di Pelplin.
Il 17 dicembre 1961 fu ordinato presbitero nella basilica cattedrale dell'Assunzione della Beata Vergine Maria a Pelplin dal vescovo diocesano Kazimierz Jósef Kowalski. Dal 1964 al 1968 completò gli studi di teologia dogmatica presso la Facoltà di teologia dell'Università Cattolica di Lublino, dove nel 1967 conseguì la laurea e nel 1972 il dottorato con un elaborato sull'idea di dissertazione del Popolo di Dio nell'ecclesiologia moderna.
Dal 1962 al 1964 fu vicario parrocchiale nella parrocchia di Santa Giuseppa a Wygża Łączyńska. Negli anni successivi fu impegnato nella cura pastorale di diversi gruppi: gli operatori sanitari dal 1968 al 1970, le famiglie dal 1968 al 1972, gli studenti universitari dal 1974 al 1980 e la gente di mare dal 1978 al 1992. Dal 1969 al 1980 fu giudice del tribunale ecclesiastico. Dal 1970 al 1986 fu cancelliere vescovile e vicepresidente del dipartimento per l'organizzazione. Fece parte della Società degli amici dell'Università Cattolica. Nel 1982 divenne canonico del capitolo della cattedrale di Chełmno. Dal 1968 al 1992 tenne i corsi di teologia fondamentale, scienze religiose e teologia dogmatica presso il seminario maggiore di Pelplin e di teologia dogmatica presso il seminario maggiore di Elbląg.

### Ministero episcopale
Il 9 maggio 1986 papa Giovanni Paolo II lo nominò vescovo ausiliare di Chełmno e titolare di Arindela. Ricevette l'ordinazione episcopale il 15 giugno 1986 nella basilica cattedrale dell'Assunzione della Beata Vergine Maria a Pelplin  dal cardinale Józef Glemp, arcivescovo metropolita di Gniezno e Varsavia, co-consacranti il vescovo di Chełmno Marian Przykucki e il vescovo ausiliare di Chełmno Henryk Józef Muszyński. Scelse come motto episcopale l'espressione "Illum oportet crescere". Come vescovo ausiliare fu vicario generale della diocesi e vicario episcopale per la cappellania della costa e come tale risiedeva permanentemente a Gdynia. Fu anche direttore del locale studio teologico diocesano e parroco della parrocchia del Sacro Cuore di Gesù. Fece parte anche del consiglio presbiterale, del collegio dei consultori e del consiglio pastorale. Ricoprì anche l'incarico di esaminatore prosinodale.
Il 25 marzo 1992 papa Giovanni Paolo II lo nominò primo vescovo della nuova diocesi di Elbląg. Prese possesso della diocesi il 17 maggio successivo. Durante il suo episcopato fondò il seminario maggiore, il collegio teologico "Pomezańskie" a Elblag Kwidzyn, il Centro pastorale diocesano, la Casa di formazione "Wojciech Mikoszewo", la Casa per la formazione famigliare a Elbląg e quella per ragazze madri nella stessa città. Istituì anche i rami diocesani della Caritas e dell'Azione Cattolica e la radio diocesana "Bis". Eresse anche i capitoli della concattedrale di San Giovanni Evangelista a Kwidzyn, della concattedrale di San Wojciech a Prabuty e della collegiata di San Matteo Apostolo a Nowy Staw. Come ordinario diocesano fu presidente del consiglio presbiterale. Nel 1999 accolse a Elbląg da papa Giovanni Paolo II durante il suo viaggio apostolico in Polonia.

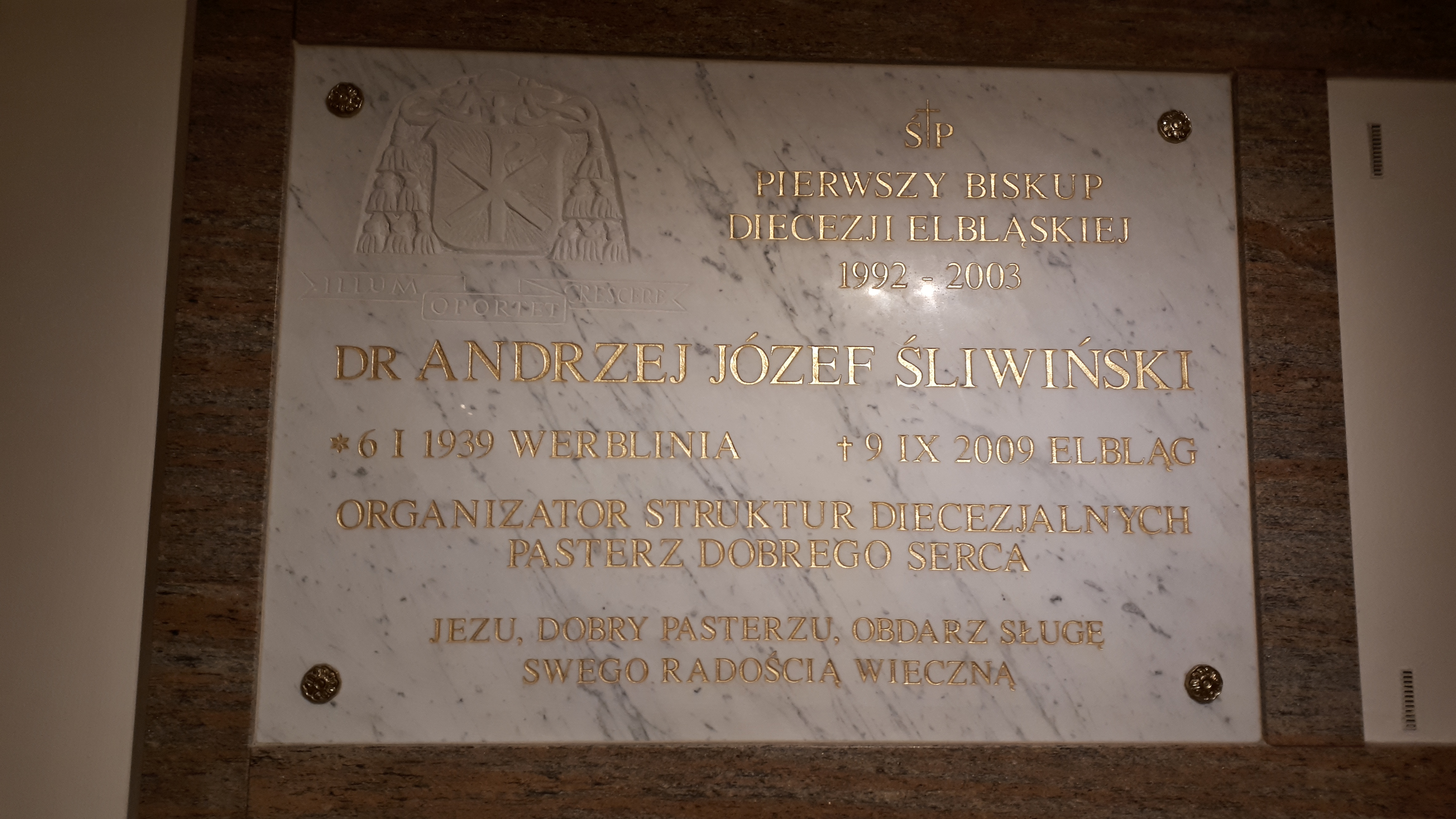
Tomba di monsignor Śliwiński nella cripta della cattedrale di San Nicola a Elbląg.

In seno alla Conferenza episcopale polacca fu presidente della sottocommissione cultura, salute e sport, vicepresidente del comitato per l'apostolato del mare e membro del comitato per la pastorale degli agricoltori. Fu anche presidente dell'Associazione sportiva cattolica della Repubblica di Polonia.
Nel maggio del 2003, mentre guidava in stato di ebbrezza con un tasso alcolemico di 0,8 g/L, a Elbląg causò un incidente stradale che coinvolse tre vetture e nel quale venne ferita una bambina. La corte acconsentì alla sua richiesta di condanna senza processo. In primo grado venne quindi condannato a un anno e mezzo di reclusione con la sospensione condizionale della pena per tre anni. Gli venne comminata una multa di 1000 złoty, gli fu ritirata la patente per un anno e dovette dare un risarcimento di 2400 złoty al pronto soccorso all'Ospedale regionale e un altro di 500 złoty per scopi sociali. Due giorni dopo l'incidente, la Santa Sede lo sospese dalle sue funzioni episcopali  e il 2 agosto dello stesso anno papa Giovanni Paolo II accettò la sua rinuncia al governo pastorale della diocesi.
Ricoverato presso il dipartimento di cardiologia dell'Ospedale integrato provinciale di Elbląg, morì il 9 settembre 2009 all'età di 70 anni. Le esequie si tennero il 14 settembre nella cattedrale di San Nicola a Elbląg e furono presiedute da monsignor Henryk Muszyński, arcivescovo metropolita di Gniezno. Al termine del rito la sua salma fu tumulata nella cripta dello stesso edificio.

## Genealogia episcopale
La genealogia episcopale è:
- Cardinale Scipione Rebiba
- Cardinale Giulio Antonio Santori
- Cardinale Girolamo Bernerio, O.P.
- Vescovo Claudio Rangoni
- Arcivescovo Wawrzyniec Gembicki
- Arcivescovo Jan Wężyk
- Vescovo Piotr Gembicki
- Vescovo Jan Gembicki
- Vescovo Bonawentura Madaliński
- Vescovo Jan Małachowski
- Arcivescovo Stanisław Szembek
- Vescovo Felicjan Konstanty Szaniawski
- Vescovo Andrzej Stanisław Załuski
- Arcivescovo Adam Ignacy Komorowski
- Arcivescovo Władysław Aleksander Łubieński
- Vescovo Andrzej Stanisław Młodziejowski
- Arcivescovo Kasper Kazimierz Cieciszowski
- Vescovo Franciszek Borgiasz Mackiewicz
- Vescovo Michał Piwnicki
- Arcivescovo Ignacy Ludwik Pawłowski
- Arcivescovo Kazimierz Roch Dmochowski
- Arcivescovo Wacław Żyliński
- Vescovo Aleksander Kazimierz Bereśniewicz
- Arcivescovo Szymon Marcin Kozłowski
- Vescovo Mečislovas Leonardas Paliulionis
- Arcivescovo Bolesław Hieronim Kłopotowski
- Arcivescovo Jerzy Józef Elizeusz Szembek
- Vescovo Stanisław Kazimierz Zdzitowiecki
- Cardinale Aleksander Kakowski
- Cardinale August Hlond, S.D.B.
- Cardinale Stefan Wyszyński
- Cardinale Józef Glemp
- Vescovo Andrzej Józef Śliwiński